# Jorge Luis Araneda
Jorge Luis Araneda (Ciudad de Guatemala, entre 1930 y 1935-ibídem, 2 de agosto de 1954) fue un militar guatemalteco, sargento primero y abanderado de la Escuela Politécnica de Guatemala. Lideró las tropas de los cadetes que derrocaron brevemente a la junta militar instalada en Guatemala a raíz del derrocamiento de Jacobo Árbenz Guzmán.

## Biografía

### Rebelión del 2 de agosto de 1954
Luego del derrocamiento del presidente Árbenz por estadounidenses, la junta militar que ostentaba el poder en Guatemala se vio involucrado en una especie de burla que el Movimiento de Liberación Nacional hizo a los cadetes.
El primer problema político sorteado por el coronel Carlos Castillo Armas, durante su gobierno, fue la sublevación de los cadetes de la Escuela Politécnica el 2 de agosto de 1954. Después de haber triunfalmente marchado celebrando el triunfo, las tropas del Movimiento de Liberación -constituidas principalmente por soldados mercenarios de la CIA que se hacían pasar por campesinos y agricultores del oriente de Guatemala- por principales calles de la Ciudad de Guatemala, entregaron las armas y fueron a dormir al hospital Roosevelt -que se encontraba en construcción en ese entonces-, en donde estaban acantonadas.
Tal movimiento se preparó el día anterior, cuando los cadetes fueron obligados a desfilar junto con las tropas liberacionistas, para celebrar el Día de la Unidad Nacional del Ejército. En señal de repudio, la Compañía de Caballeros Cadetes, al mando de su abanderado, el sargento segundo Jorge Luis Araneda, se levantó en armas y sitió a las tropas de la Liberación, acantonadas en el edificio, sin terminar, del Hospital Roosevelt.
Los cadetes alzados en armas tras un desplante hecho por los mercenarios del Movimiento de Liberación Nacional en el que les arrebataron la bandera nacional al momento de recibir a Castillo Armas en el aeropuerto La Aurora, aprovecharon el descanso de los "liberacionistas" y amparados por la oscuridad atacaron a los soldados mercenarios y lograron reducirlos no sin antes tener que vencer la poca pero tenaz resistencia que los pocos que estaban armados opusieron. Acto seguido les hicieron marchar con las manos en alto y haciéndoles abordar un tren, les remitieron de regreso hacia el Oriente del país, rumbo a Zacapa; de esta forma demostraron lo débil del ejército de liberación y pusieron en evidencia la pasividad del Ejército durante la invasión. Por su parte, avisado de la situación, el Coronel Carlos Castillo Armas quien había regresado a su Cuartel General, llegó a la Ciudad de Guatemala por la Cordillera de la Antigua Guatemala y fue capturado en el Palacio Nacional.
Los cadetes quedaron al mando de la situación, pero la habilidad del arzobispo de Guatemala Mariano Rossell y Arellano y de John Peurifoy nuevamente salió a la defensa de los intereses norteamericanos: en una reunión en la que los cadetes se entrevistaron con el embajador y el arzobispo para hacerles saber que este no era un movimiento comunista, Puerifoy les dejó claro que no iba a tolerar ningún alzamiento, y que si ellos persistían en sus intenciones, ordenaría a la Marina de los Estados Unidos realizar una invasión a Guatemala. Los cadetes, alarmados por esta amenaza, depusieron las armas y liberaron a Castillo Armas. Al final, la acción dejó un saldo de numerosos muertos y heridos de ambos bandos en la fecha ya indicada, el cierre temporal de la Escuela Politécnica y el envío de cuantos cadetes se pudo a estudiar al exterior gozando de becas para que pudieran proseguir sus estudios, en áreas distintas a la milicia. Posteriormente se abrió nuevamente el plantel de estudios militares, bajo la dirección del coronel Carlos Arana Osorio, en 1955. El levantamiento de los cadetes contó con la simpatía y el apoyo de la Base Militar La Aurora y de la Brigada Guardia de Honor, así como de la Fuerza Aérea Guatemalteca -FAG-, que envió dos aviones P-51 y expulsó del país al P-47 que estaba atacando a los cadetes. Monseñor Mariano Rossell Arellano, capellán del Ejército de Liberación, medió para que los cadetes depusieran las armas, garantizándoles que no habría represalias. Sin embargo, los cadetes fueron llevados prisioneros a la Penitenciaría Central y a otras cárceles. La Escuela Politécnica fue clausurada temporalmente.
En la rebelión fallecieron los cadetes Araneda, Luis Antonio Bosh Castro, Carlos Enrique Hurtarte Coronado y el soldado Lázaro Yucuté. Derrotadas las fuerzas liberacionistas, tuvieron que desfilar por las calles de la ciudad, con las manos sobre la cabeza, hasta llegar a la Estación del Ferrocarril, desde donde emprendieron su regreso a los pueblos del oriente del país.